# Lajos Détári
Lajos Détári [ˈlɒjoʃ ˈdeːtaːri] (* 24. April 1963 in Budapest) ist ein ehemaliger ungarischer Fußballspieler und derzeitiger -trainer.

## Spielerkarriere

### Verein
Lajos Détári galt als das größte Talent des ungarischen Fußballs seit den fünfziger Jahren, der goldenen Ära des ungarischen Fußballs, zeigte aber seine vielversprechenden Ansätze nur selten.
Im Alter von zwölf Jahren begann er in der Jugendabteilung von Honvéd Budapest. Seit 1981 spielte er in der 1. Mannschaft. Er wechselte 1987 für zwei Millionen Dollar (ca. 3,6 Mio. DM bzw. 1,84 Mio. Euro), was damals die bis dahin höchste in der Fußball-Bundesliga gezahlte Ablösesumme darstellte, vom Armeeklub Honvéd Budapest zu Eintracht Frankfurt. Er bestritt dort in der Saison 1987/88 33 Spiele und erzielte dabei elf Tore. Mit der Eintracht wurde er 1988 außerdem DFB-Pokalsieger. Détári erzielte im Endspiel gegen den VfL Bochum mittels Freistoß das Tor zum 1:0-Finalsieg. Er bestritt alle sechs Pokalspiele dieser Saison. In Frankfurt gilt er, obwohl er nur eine einzige Saison für die Eintracht spielte, als einer der großen Spieler der Vereinsgeschichte. Zu Beginn der darauf folgenden Saison wechselte er für 16 Millionen Deutsche Mark zu Olympiakos Piräus nach Griechenland und wurde damit auch zum bis dato teuersten Verkauf der Bundesligageschichte. Weitere Klubs, für die Détári spielte, waren u. a. FC Bologna, Ancona Calcio, Ferencváros Budapest, FC Genua 1893, Neuchâtel Xamax und VSE St. Pölten.

### Nationalmannschaft
Der Mittelfeldspieler gab sein Nationalmannschaftsdebüt 1984 gegen die Schweiz. Er bestritt bis 1994 61 Länderspiele für die ungarische Nationalmannschaft, in denen er 13 Tore erzielte. Détári war Teilnehmer der Fußball-Weltmeisterschaft 1986 in Mexiko (3 Spiele, 1 Tor), bei der Ungarn nach der Vorrunde ausschied. Er war bis zur EM 2016 der letzte Torschütze Ungarns einer WM-Endrunde bzw. eines Großereignisses.

## Trainerkarriere
Nach seiner Karriere als Spieler wurde Détári Trainer. Er betreute zunächst den rumänischen Zweitligisten FC Bihor Oradea, wo er jedoch während der Saison 2000/01 entlassen wurde. Später trainierte er unter anderem den ungarischen Zweitligisten Nyíregyháza, welcher in der Saison 2006/07 den Aufstieg in die erste ungarische Liga schaffte, und von 2007 bis zu dessen Auflösung im Januar 2008 den Erstligisten FC Sopron. Zuvor war er Trainer von Haladás Szombathely. Von März bis Oktober 2006 war er außerdem als Co-Trainer der ungarischen Nationalmannschaft unter Péter Bozsik tätig. Von Januar bis November 2008 betreute Détári den griechischen Club FC Poros. 2009 trainierte er zunächst den Vecsés SC, danach die Mannschaft von FK Tornaľa, seit November 2010 erneut Vecsés SC, von August 2011 bis 2012 war er Trainer von Fradi.

## Erfolge als Spieler
- Ungarischer Meister 1984, 1985, 1986 (mit Honvéd Budapest)
- Ungarischer Pokalsieger 1985 (mit Honvéd Budapest)
- Spieler des Jahres in Ungarn 1985
- Deutscher Pokalsieger 1988 (mit Eintracht Frankfurt)
- Griechischer Pokalsieger 1990 (mit Olympiakos Piräus)
- Spieler des Jahres in Griechenland 1989
- Spieler des Jahres in der Schweiz 1994